# 黄岭乡
黄岭乡，是中华人民共和国江西省九江市彭泽县下辖的一个乡镇级行政单位。

## 行政区划
黄岭乡下辖以下地区：
黄岭村、金黄村、繁荣村、白云村、双龙村、长乐村、芳湖村、新春村、三畈村和乡直林场生活区。